# Scarista
Scarista, auch Scarasta, schottisch-gälisch Sgarasta, ist ein Weiler auf der schottischen Hebrideninsel Lewis and Harris.

## Beschreibung
Der Weiler liegt auf Harris, dem Südteil der Doppelinsel, in der Region South Harris. An der A859 an der Westküste der Insel gelegen, sind die nächstgelegenen Ortschaften der 2,5 Kilometer nordöstlich gelegene Weiler Borve und das 3,5 Kilometer südwestlich gelegene Northton. Tarbert, der Hauptort von Harris, befindet sich etwa 16 Kilometer nordöstlich. Rodel die südlichste Ortschaft der Insel liegt elf Kilometer südöstlich.
Scarista gliedert sich in die Ortsteile Scaristavor, schottisch-gälisch Sgarasta Mhor, („Groß Scarista“) im Norden und Scaristaveg, schottisch-gälisch Sgarasta Bheag, („Klein Scarista“) im Süden. Entlang der Küste erstreckt sich der sandige Traigh Scarista („Scarista-Strand“). Durch Scarista fließen zwei Bäche; der vom Nordhang des 265 Meter hohen Bolaval Scarista abfließende Abhainn Scarasta Mhor sowie der Abhainn Gilla. Südöstlich erhebt sich der 398 Meter hohe Bleaval. In Scarista erstreckt sich der Isle of Harris Golf Course entlang der Küste.

## Geschichte
Am Nordrand der Ortschaft befindet sich der steinzeitliche Steinkreis von Borvemore an der Küste. Auf dem südlich gelegenen Kap Toe Head finden sich verschiedene Besiedlungsspuren. Außerdem handelt es sich um einen frühchristlichen Standort. Ob sich zu Zeiten der Wikingerbesiedlung Schottlands am Standort eine Wikingersiedlung befand, ist zweifelhaft.
1840 wurde in Scarista die Scaristamore Parish Church errichtet, nachdem sich der Vorgängerbau aus den 1780er Jahren in einem ruinösen Zustand befand. Scarista House entstand 1827 als Pfarrhaus.